# Grass Bluff
Das Grass Bluff ist keilförmiges Felsenkliff in der antarktischen Ross Dependency. Im südlichen Teil des Roberts-Massivs im Königin-Maud-Gebirge ragt es 6 km nordwestlich des Fluted Peak auf.
Das Advisory Committee on Antarctic Names benannte es 1966 nach dem Meteorologen Robert D. Grass, der im antarktischen Winter 1964 im Rahmen des United States Antarctic Research Program auf der Amundsen-Scott-Südpolstation tätig war.